# بن سدون
بن سدون (انگلیسی: Ben Seddon؛ زادهٔ ۵ فوریهٔ ۱۹۵۲) بازیکن فوتبال اهل بریتانیا است.
از باشگاه‌هایی که در آن بازی کرده‌است می‌توان به باشگاه فوتبال ترانمره راورز، باشگاه فوتبال مکلسفیلد تاون، باشگاه فوتبال ساوتپورت، باشگاه فوتبال ویگان اتلتیک، باشگاه فوتبال فورمبی، و باشگاه فوتبال استافورد رانجرز اشاره کرد.